# Silvia Hapke-Lenz
Silvia Hapke-Lenz (* 1968 in Heilbronn) ist eine deutsche Politikerin (FDP). Sie ist designiertes Mitglied des Landtags von Baden-Württemberg.

## Leben
Hapke-Lenz studierte Rechtswissenschaft an der Julius-Maximilians-Universität Würzburg. Ihr Rechtsreferendariat absolvierte am Landgericht Schweinfurt. Seit 1996 ist sie als Rechtsanwältin tätig. Zunächst war sie als Rechtsanwältin bei Kanzleien in Heilbronn, Schwäbisch Hall und Crailsheim angestellt. Seit 2008 ist sie als selbstständige Rechtsanwältin in Schwäbisch Hall tätig. Bis 2020 war sie zudem als Dozentin für Fachwirte im Sozial- und Gesundheitswesen sowie für Handelsfachwirte bei der Industrie- und Handelskammer Heilbronn-Franken tätig.
Hapke-Lenz ist Mitglied des Deutschen Anwaltvereins und der Deutsch-Britischen Juristenvereinigung. Sie lebt in Mainhardt.

## Politik
Hapke-Lenz ist Mitglied der FDP. Bei der Europawahl 2024 kandidierte sie auf dem aussichtslosen Platz 163 der Bundesliste der FDP.
Bei der Landtagswahl in Baden-Württemberg 2021 kandidierte Hapke-Lenz als Ersatzkandidatin von Stephen Brauer im Landtagswahlkreis Schwäbisch Hall. Sie wird im Herbst 2025 für Brauer nach dessen Mandatsverzicht in den Landtag nachrücken. Bei der Landtagswahl 2026 kandidiert sie nicht erneut.